# Eurastetten
Eurastetten ist ein Gemeindeteil von Egenhofen im oberbayerischen Landkreis Fürstenfeldbruck.

## Geografie
Der Weiler liegt circa zweieinhalb Kilometer südlich von Egenhofen. Der Ort ist über die Kreisstraße FFB 2 zu erreichen.

## Geschichte
Zur Herkunft des Ortsnamens „Eurastetten“ gibt es zwei Theorien. Eine besagt, der Name könne auf „Vrinstetten“, die „Stätte des Iron“, zurückgehen. Die andere nennt 1195 bis 1200 als Vrinstetten. Wahrscheinlich geht der Ortsname auf den Namen einer Person zurück und bezeichnete die Höfe eines „Uro“.
1253 übergibt Berthold von Rottbach die Vogtei Eurastetten an den Herzog Ludwig II.
Um 1440 erwähnt das Landesgericht Dachau, dass Eurastetten im Besitz des Klosters Schäftlarn ist.
Der Grundbesitz in Eurasstetten wird in Eurastteten 1752 mit drei Anwesen beschrieben. 1818 wird Eurastetten ein Ortsteil der Gemeinde Oberweikertshofen. Eine Volkszählung vom 1. Dezember 1900 zählt 16 Männer und 12 Frauen.
Im Zuge der Gebietsreform 1978 wurde die Gemeinde Oberweikertshofen und somit auch Eurastetten Teil der Gemeinde Egenhofen.

## Baudenkmäler
Siehe: Liste der Baudenkmäler in Eurastetten